# The Best of R.E.M.
The Best of R.E.M. és una compilació de grans èxits de la banda estatunidenca de rock alternatiu R.E.M., publicada el 30 de setembre de 1991, poc després de l'èxit del setè àlbum d'estudi de la banda, Out of Time, publicat per Warner Bros. però, va ser llançat per l'anterior discogràfica de la banda, I.R.S. Records, i només inclou temes dels seus primers cinc àlbums mentre el grup estava amb aquest segell. Com a tal, cobreix la seva producció del 1982 al 1987.
Aquest treball només es va llançar al Regne Unit, Nova Zelanda, Austràlia, Brasil i Xile, amb notes de línia de Remarks: The Story of R.E.M. de Tony Fletcher (un àlbum de grans èxits als Estats Units havia estat publicat anteriorment amb una llista de temes molt similar titulada Eponymous). No té cap mescla alternativa (a diferència d'Eponymous); totes les cançons són les versions de l'àlbum.
Es van treure tres cançons de cadascun dels primers cinc àlbums d’estudi i una cançó de Chronic Town, el primer EP de la banda, que va fer un total de setze cançons del disc.

## Recepció
"Una considerable millora de la útil, però atzarosa col·lecció Eponymous", va escriure Dan Maier en una ressenya de 5/5 a la revista Select . "Passaran uns anys abans que Warners publiqui el seu propi "Best Of". Mentrestant, això ho farà molt bé."
Fou certificat amb disc d'or a Alemanya i al Regne Unit.

## Llista de cançons
| Núm.          | Títol                                                       | Origen                       | Durada |
| ------------- | ----------------------------------------------------------- | ---------------------------- | ------ |
| 1.            | «Carnival of Sorts (Box Cars)»                              | Chronic Town                 | 3:51   |
| 2.            | «Radio Free Europe»                                         | Murmur                       | 4:03   |
| 3.            | «Perfect Circle»                                            | Murmur                       | 3:23   |
| 4.            | «Talk About the Passion»                                    | Murmur                       | 3:22   |
| 5.            | «So. Central Rain (I'm Sorry)»                              | Reckoning                    | 3:11   |
| 6.            | «(Don't Go Back To) Rockville»                              | Reckoning                    | 4:34   |
| 7.            | «Pretty Persuasion»                                         | Reckoning                    | 3:53   |
| 8.            | «Green Grow the Rushes»                                     | Fables of the Reconstruction | 3:42   |
| 9.            | «Cant Get There from Here»                                  | Fables of the Reconstruction | 4:10   |
| 10.           | «Driver 8»                                                  | Fables of the Reconstruction | 3:18   |
| 11.           | «Fall On Me»                                                | Lifes Rich Pageant           | 2:49   |
| 12.           | «I Believe»                                                 | Lifes Rich Pageant           | 3:32   |
| 13.           | «Cuyahoga»                                                  | Lifes Rich Pageant           | 4:17   |
| 14.           | «The One I Love»                                            | Document                     | 3:17   |
| 15.           | «Finest Worksong»                                           | Document                     | 3:48   |
| 16.           | «It's the End of the World as We Know It (And I Feel Fine)» | Document                     | 4:07   |
| Durada total: | Durada total:                                               | Durada total:                | 59:17  |